# Michel Recanati
Michel Recanati est un militant trotskiste, né le 29 septembre 1950, à Boulogne-Billancourt (Hauts-de-Seine), et mort le 23 mars 1978 à Goussainville (Val-d'Oise), qui a représenté l'union des comités d'action lycéens en Mai 68 en tête de la grande manifestation du 13 mai, aux côtés d'Alain Geismar, Daniel Cohn-Bendit et Jacques Sauvageot puis organisé les manifestations de lycéens de 1973 contre la loi Debré.

## Biographie

### Famille
Michel Recanati est le fils aîné de Suzanne Rodrigue, de famille juive et militante  communiste, mariée en 1952 avec Jean Recanati, lui aussi militant communiste, journaliste à L'Humanité à partir de 1946, rue du Louvre, au cœur du quartier de la presse. Son frère François, de deux ans plus jeune, agrégé de philosophie, deviendra un universitaire qui obtient, en 2014, la médaille d'argent du CNRS et est élu au Collège de France en 2019.
Les époux Recanati mentionnent leur judaïté à leurs enfants à leur adolescence, après l'avoir « longtemps vécue comme une disgrâce ». Les grands-parents, issus d'une famille juive immigrée de Salonique (à l'époque dans l'Empire ottoman), devenus commerçants dans le IXe arrondissement de Paris, sont déportés en 1942 par le régime de Vichy et périssent dans les camps d'extermination nazis.
Quand Joseph Recanati, l'oncle de Michel, fut à son tour arrêté comme résistant en 1943 et déporté au camp de concentration de Mauthausen, Jean Recanati, resté seul de sa famille, passe la ligne de démarcation et se réfugie en zone Sud à Clermont-Ferrand. Il y travaille, comme répétiteur, dans une famille de gens de lettres puis à la rédaction des journaux qui reparaissaient, La Nation et Le Patriote, animés par le couple Jean-Toussaint Desanti et Dominique Desanti, le premier ayant été professeur de philosophie dans son lycée parisien.
Ébranlé par les révélations du rapport Khrouchtchev et par l’intervention de l’Armée rouge en Hongrie en 1956, le père de Michel Recanati démissionne en 1956 du PC et de son poste de journaliste à L'Humanité, tentant de poursuivre sa carrière à Europe-Auto, une revue automobile. 
Son père était ami de Roger Vailland, écrivain, essayiste, grand reporter et scénariste, résistant gaulliste puis communiste, militant communiste au début des années 1950, avant de se distancier du parti, tout en restant engagé. A son décès, en 1965, sa veuve demande au père de Michel de s’occuper d'éditer ses œuvres et écrits personnels. En 1968, les parents de Michel Recanati trouvent un travail dans la Maison d'éditions Lancelot-Publicité.
Son père, décédé au début du mois de mars 1980, est décrit comme un homme « conciliant humour et  bienveillance », qui « regarde ses contemporains sous leur aspect le plus favorable ».

## La guerre du Viêt Nam et les comités lycéens de 67-68
La guerre du Viêt Nam lui impose très tôt une conscience politique. Il crée le noyau initial des Comités d'action lycéens (CAL) au lycée Jacques-Decour, où il est en terminale avec Maurice Najman : tous deux fondent le premier CAL le 15 décembre 1967. Bernard Schalscha, Maurice Ronai, Marc Coutty, Antoine Valabregue et Patrick Fillioud en firent partie. Ils sont actifs également dans les premières réunions de sensibilisation de la jeunesse à la cause vietnamienne.
À la mi-décembre, il ne s’agit plus seulement du Vietnam mais de leur participation, en tant que comité lycéen, au Mouvement de 1967 contre les ordonnances sur la sécurité sociale, aux côtés de l'UNEF lors de la manifestation du 13 décembre 1967, avec notamment un meeting commun de la CGT et de la CFDT, une demi-douzaine de lycées ayant déclenché une grève de solidarité. Les principales manifestations en province ont eu lieu à Lyon (8 000), Le Mans, Lille (3 000 à 5 000), Saint-Étienne (2 500), Bordeaux, Grenoble, Rouen (2 000) ou encore Marseille, Le Havre, Dijon, Toulon (1 000 à 1 500)
. À Paris, Michel Perraud, président de l'UNEF et des représentants de la FEN ont pris la parole sur l'estrade de fortune. Lorsque des politiques comme Waldeck Rochet, Jacques Duclos et Claude Estier veulent y monter, ils décident finalement de s'abstenir à la suite de protestations attribuées à des militants CFDT. L'UNEF se bat au même moment contre la réforme Fouchet des universités et les règlements des résidences universitaires, accusés de freiner la démocratisation des universités.
Il est ensuite rejoint à la fin janvier 1968 par Romain Goupil, élève dans un autre lycée du quartier. Tous deux se sont connus l'année précédente à la Jeunesse communiste révolutionnaire (JCR), et participeront ensemble aux événements de Mai 68. Michel Recanati devient « le » leader des comités d'action lycéens en 1968.
Le 22 mars 1968, son père va chercher son petit frère, 16 ans, en garde à vue avec plusieurs autres au 36, quai des Orfèvres, quelques jours après une manifestation violente devant le siège de l'American Express. Le Mouvement du 22 Mars 1968 naît le même jour à Nanterre.

## La Nuit des Barricades de Mai 1968
L'assemblée générale des Comité d'action lycéens appelle le 5 mai 1968 à la manifestation du 10 mai qui s'achève par la Nuit des Barricades de Mai 68. À la veille de Mai 1968, il y a une cinquantaine de Comités d'action lycéens, dont une trentaine en province. À Marseille, ils sont à eux seuls 1500 dans la manifestation du 10 mai. À Paris, les lycéens forment d'abord un cortège distinct, le plus massif, qui se mêle à celui des étudiants vers 19 heures, deux heures trente avant l'édification de la première barricade.
Le lendemain de la Nuit des Barricades de Mai 68, Michel Recanati représente assemblée générale des Comité d'action lycéens du 5 mai, aux côtés d'Alain Geismar (SNESup) et Jacques Sauvageot (UNEF), lors de la conférence de presse du 11 mai à midi, commentant les violences de la Nuit des Barricades de la veille, trois heures avant l'annonce de la grande manifestation avec les syndicats de salariés du 13 mai. Daniel Cohn-Bendit est invité car il a rencontré le recteur la veille entre minuit et deux heures du matin, dans une délégation organisée par son ami et professeur Alain Touraine à la demande du ministre de l'Éducation, qui avait refusé de recevoir Alain Geismar et Jacques Sauvageot. Les photos de la conférence, diffusée par l'AFP, montrent la présence de Michel Recanati, non nommé,.
Près de 400 lycées sont occupés en mai et juin 1968. Ils profitent de l’essor des comités Vietnam lycéens l'année précédente. Le 13 mai 1968, Michel Recanati représente les CAL sur des photos prises avec Jacques Sauvageot, Cohn-Bendit et Geismar, à la tête de la grande manifestation parisienne, épisode raconté dans le film Mourir à trente ans, au cours duquel il prend de vitesse le précédent leader, Maurice Najman. D'autres sources contestent cette version pour mentionner que Recanati et Najman étaient tous les deux en tête de la grande manifestation.
Tous deux avaient quitté le lycée l’année précédente. Les deux dirigeants étaient restés lycéens une année après l’obtention du baccalauréat, pour animer leur organisation, étant dégagés du temps de travail scolaire pour le faire. Michel Recanati a presque 18 ans en Mai 68.

### La rentrée universitaire de 1968
À la rentrée de 1968, il s'inscrit à la faculté des lettres de Paris et à l’école des langues orientales mais devient un militant professionnel. Dès le 14 novembre 1968, il tient meeting à Toulouse, à la faculté des lettres, devant 200 étudiants, pour Rouge, puis se fait élire au bureau politique de la Ligue communiste lors du congrès de fondation à Mannheim, en avril 1969, et devient le responsable du secteur jeune.
Très engagé dans la campagne de solidarité avec la lutte des Vietnamiens contre l’intervention militaire américaine en Indochine, il est dès le 4 octobre 1970 associé, en compagnie de Daniel Bensaïd, à une opération-spectacle, asperger de peinture blanche le vice-président du Sud-Vietnam, le général Ky, en visite officielle à Paris, du toit de l'École polytechnique. Il vient alors d'intégrer la « commission très spéciale » (CTS) « créée du temps de la JCR » par Henri Weber et « se réunissant toujours » en la présence de celui-ci. Cette CTS fonctionne comme une « petite armée privée ».
Romain Goupil, un an de moins, est aussi membre de cette CTS et participe aussi au commando. Recanati et lui passent les vacances d'été dans la famille d'Henri Weber, comme le racontera Romain Goupil dans son film de 1982.

## Après la manifestation du 9 février 1971 contre Ordre nouveau
Ses qualités de sérieux, de ponctualité et d'organisation sont remarquées et il participe ainsi à la vie d'un groupe d'activistes travaillant quinze heures par jour pour leur parti, avec des dizaines de réunions chaque semaine.
Après les combats très violents du 9 janvier 1971 contre un meeting de l'extrême-droite, sous la direction d'Henri Weber, et à l'instigation de ses membres, parmi lesquels Romain Goupil, Olivier Martin, Xavier Langlade, et les faux jumeaux Cyroulnik, la « commission très spéciale » (CTS) créée en 1968 avait été « substantiellement renforcée et réorganisée », selon Henri Weber qui en cède le leadership en 1972 à Daniel Bensaïd ou Pierre Rousset, selon les sources.

## Les manifestations lycéennes de mars-avril 1973 contre la loi Debré
En mars-avril 1973, avec Michel Field, il anime la grande grève lycéenne et les manifestations contre la loi Debré de 1973, qui remettait en question les sursis militaires. C'est avec l'entrée en vigueur des dispositifs de la loi au printemps 1973 que les lycéens se mobilisent, principalement contre la suppression des sursis militaires, au moment des élections législatives des 4 et 11 mars 1973, qui ont vu l'Union de la gauche gagner 5,5 points dans les urnes.
Ce mouvement est le plus important mouvement lycéen de l'histoire de France. La mobilisation prend une ampleur inégalée, avec une coordination nationale et une grève générale, qui rapidement touche également les étudiants et les élèves du technique. Recanati travaille avec Michel Field, porte-parole de la coordination lycéenne, et qui était élève de classe préparatoire au lycée Condorcet. Les trois coordinations — lycéenne, étudiante, technique — animent ce mouvement qui réunit 500 000 manifestants dans 250 villes à deux reprises, les 22 mars et 2 avril, quand 70 % des lycées sont en grève. La loi n'est pas abrogée, mais elle est modifiée.

## La manifestation du 21 juin 1973 contre Ordre Nouveau
Michel Recanati a été relaxé par la justice dans l'enquête sur les graves brûlures subies par des policiers lors de la contre-manifestation du 21 juin 1973, à l'occasion d'un meeting d'Ordre nouveau à Paris, décidée par le bureau politique de la Ligue communiste et organisée avec trois autres partis d'extrême-gauche — sans le PSU.
Ce dernier sera critiqué pour son absence les jours suivants, dans un article de Daniel Bensaïd, numéro deux de la Ligue communiste, lui reprochant de s'être désolidarisé la manifestation.
Michel Recanati a démenti devant les journalistes avoir participé ou organisé les violences lors des affrontements du 21 juin 1973 à Paris et souligné que bien d'autres groupes politiques que la Ligue communiste y étaient impliqués. Dès le soir de la manifestation, Pierre Rousset, chef de la CTS et du service d'ordre de la Ligue communiste, est interpellé au siège de la Ligue communiste, où les policiers découvrent deux fusils. 
L'avocat Yves Jouffa, futur président de la Ligue des droits de l'homme, fait rapidement valoir qu'il y a eu machination : ils avaient été déposés là par « un jeune détenu de droit commun mis bien rapidement en liberté ». Il explique que Pierre Rousset était de permanence au local ce soir-là, par sécurité car un commando d'Ordre nouveau avait attaqué ce local le 9 avril, puis des distributeurs du journal Rouge en juin.
Une semaine après, la Ligue communiste est dissoute par le ministre de l'Intérieur Raymond Marcellin car des policiers exaspérés par les graves brûlures subies par leurs collègues appellent à la grève. Son leader Alain Krivine est dans la foulée inculpé et écroué à la prison de la Santé le 30 juin. Mais l'avocat Yves Jouffa fait valoir qu'il n'était pas à Paris le soir du 21 juin. 
Michel Recanati est alors visé par un mandat d'arrêt du 9 juillet pour infraction à la loi anti-casseurs de juin 1970, très critiquée car elle instituait une responsabilité pénale et pécuniaire des auteurs de violences, mais aussi de simples manifestants, étrangers à ces violences.
Le 3 août, Alain Krivine est libéré, faute de charges. Et le 2 septembre, Pierre Rousset n'est condamné qu'à deux mois de prison ferme, sous les applaudissements de la salle, car il risquait trois à dix ans d'emprisonnement pour détention de dépôt d'arme. Il peut quitter immédiatement la prison, conservant le sursis de huit mois auquel il avait été condamné le 13 novembre 1972. Comme Krivine, il est innocent et son avocat a prouvé la machination, selon un article du Monde, mais le ministre de l'Intérieur conteste cette interprétation et espère une revanche.
Dans la foulée de ces succès, un Comité pour l'abrogation du décret de dissolution de la Ligue communiste est créé par ce parti, qui souhaite mobiliser syndicats, intellectuels et la gauche classique contre sa dissolution. Le bureau politique de la Ligue communiste demande alors à Michel Recanati de se livrer à la justice, après lui avoir demandé de s’exiler, car il avait déjà été inculpé une première fois en 1972 à la suite des actions contre les consulats américain ou sud-vietnamien (slogans peints sur la façade, drapeau américain brûlé) menées avec Alain Krivine. Il s'agit aussi d'éviter la situation d'Alain Geismar qui avait été condamné par contumace à 18 mois de prison le 22 octobre 1970, et qui est à nouveau mis en cause par la presse d'extrême-droite après les  affrontements du 21 juin 1973 à Paris.
Michel Recanati se présente ainsi, le 17 septembre 1973 avec son avocat Yves Jouffa, au cabinet du juge d'instruction, devant lequel il déclare aux journalistes quel a été son « rôle exact » : il a été « chargé par le bureau politique de la Ligue de prendre des contacts unitaires avec les autres formations politiques intéressées en vue d'obtenir l'interdiction du meeting d'Ordre nouveau ». Il souligne que « l'objectif essentiel était l'interdiction de ce meeting et non des affrontements ». Après trois heures trente d'audition, il est écroué à la prison de la Santé où il restera plus d'un mois. Dans six articles consécutifs, le journal Rouge de la Ligue communiste demande sa libération et organise la solidarité.
Cette incarcération, souligne dans un communiqué le Comité pour l'abrogation du décret de dissolution de la Ligue communiste, qui a lieu après la libération d'Alain Krivine et de Pierre Rousset, eux-mêmes libérés après un mois d'incarcération, « est d'autant plus scandaleuse qu'elle survient au moment où la campagne raciste entamée le 21 juin, et qui avait motivé la contre-manifestation, s'amplifie et a abouti à l'assassinat de travailleurs immigrés ». 
Ce comité appelle alors « tous les anti-fascistes, tous les anti-racistes à se mobiliser immédiatement dans l'unité pour infliger une nouvelle défaite à Marcellin en imposant la libération de Michel Recanati ».
De fait, les actes et déclarations racistes se sont aggravés après les événements du 21 juin, avec notamment le 27 août, dans les rues de Toulouse, une véritable chasse aux Nord-Africains menée par une cinquantaine de parachutistes au lendemain de la création d'un Comité de défense des Marseillais, dans les locaux du Front national, qui lance une campagne contre « l'immigration sauvage ». Le Monde du 21 septembre 1973 recense également d'autres violences racistes les jours précédents.
Faute de charges, Michel Recanati est lui aussi libéré par le juge après six semaines. Edwy Plenel racontera dans ses mémoires « le souvenir d’un dîner improvisé, dans un restaurant quelconque, après sa sortie de la Santé où il lui confie « maladroitement » son « regret de ne pas lui avoir fait signe pendant sa détention », avant d'être sèchement remis à sa place, ces phrases bien tardives ne lui étant « plus d’un grand secours. ».
Selon l'historien Jean-Luc Einaudi, qui supervisait à l'époque l’action des cellules et sections du PCMLF en région parisienne, le rôle des deux principaux groupes « maoïstes » de l'époque a été sous-estimé dans les affrontements du 21 juin 1973 à Paris avec la police protégeant le meeting d'Ordre nouveau, le gouvernement souhaitant surtout interdire la Ligue communiste après le succès des manifestations lycéennes de mars 1973 organisées par Michel Recanati et la création de comités de soldats. 
Selon cette source, les militants et sympathisants du PCMLF avaient pourtant été largement « mobilisés, ainsi que ceux de la Gauche prolétarienne qui se sont chargés « plus particulièrement » de la fabrication et de l’utilisation de cocktails Molotov », l'arme qui a causé l'essentiel des dégâts chez les gardiens de la paix, avec plusieurs grands brûlés, handicapés à vie. De fait, le journal télévisé de 20 heures, le lendemain, montrera des images de la puissance exceptionnelle de ces cocktails Molotov, d'un genre nouveau, lancés par des groupes casqués passant par les trottoirs, comme lors des affrontements des 8 et 9 mars 1971, déjà lors d'un précédent meeting d'Ordre nouveau.
Les commandants d'unités policières présents sur le terrain ce 21 juin 1973, à l'occasion de ce meeting d'extrême-droite « contre l'immigration sauvage» décidé lors de son congrès du 9 juin par Ordre nouveau, attendaient au maximum 300 manifestants, essentiellement pacifiques, et non un millier de militants casqués et armés.
Le vendredi précédent, le 15 juin, le juge d'instruction avait inculpé de coups et blessures volontaires et d'infraction à la législation sur les armes sept militants d'Ordre nouveau, arrêtés la veille, à 4 heures du matin, car le numéro minéralogique de leur fourgonnette, contenant cinq barres de fer et cinq casques, avait été relevé dans la nuit après qu'ils eurent frappé Bernard Leclercq, élève professeur à l'École normale supérieure de la rue d'Ulm lors d'un collage d'affiches sur les murs. Les jours précédent le meeting, les militants d’Ordre nouveau s'étaient également promenés avec matraques et barres de fer dans le Quartier latin, provoquant des rixes.
La contre-manifestation « gauchiste » aligne, selon les sources, deux mille membres environ, dont un millier casqués et armés de matraques. Henri Weber se porte à sa tête avec Michel Recanati, lorsqu'elle commence, selon ses mémoires. Tous deux constatent que les manifestants sont plus nombreux que le seul service d'ordre habituel, en raison d'un appel public à s'y joindre, et s'en inquiètent. Environ 300 militants se mettent à attaquer l'un des cars de police, mais les meneurs de la manifestation protègent les policiers, arrêtent une voiture et font transporter, selon le rapport du commissaire de police du XIIe arrondissement, un policier brûlé et un autre en difficulté cardiaque à l'hôpital Sainte-Anne, deux des 76 policiers blessés ce soir-là.

### Le non-lieu rendu par la Justice en octobre 1974
Finalement, Michel Recanati a bénéficié d'un non-lieu rendu par la Justice en octobre 1974 mais a été libéré après un mois d'enquête. « Dès que je me suis retrouvé en liberté, j'ai eu envie de repartir à zéro, de tout redécouvrir, ma famille, mes amis, moi-même », explique-t-il dans une lettre à son ex-camarade Romain Goupil, en évoquant très brièvement les lendemains de la manifestation du 21 juin 1973. La lettre, datée de décembre 1973, est la seule qu'il a écrite à Romain Goupil, qu'il ne reverra plus pendant cinq ans.
Michel Recanati continue cependant à militer à la LCR. Le 10 avril 1974, il fait partie des 32 militant(e)s qui appellent à créer le Front communiste révolutionnaire, avec Alain Krivine, Pierre Frank, Michel Field.
En octobre 1974, un an et demi après les faits, un non-lieu est enfin prononcé par la justice en sa faveur et celle d'Alain Krivine.
Au début de l’année 1975, il demande à ne plus faire partie du Bureau politique ni du comité central et ne répond plus aux invitations.

## La nouvelle vie comme enseignant, puis le cancer de sa compagne
Il entame ensuite une psychanalyse et une formation pour devenir enseignant en sciences économiques. Il a découvert avec douleur à l'âge adulte qu'il était en réalité le fils naturel du cinéaste communiste Louis Daquin.
L'écrivain Michel Goujon, dont la sœur était une amie de longue date, raconte qu'il l'a rencontré à l'été 1976 à Saint-Tropez, où les parents de Michel louaient régulièrement une maison, et qu'il lui a confié les déceptions de sa nouvelle expérience d'enseignant stagiaire dans l'Éducation nationale.
Michel Goujon se souvient à cette occasion d'un homme heureux, courtois et gentleman, pratiquant le ski nautique, et qu'il avait déjà connu Saint-Tropez. Michel Recanati lui laisse son adresse place des Abbesses à Paris, quartier où s'installe plus tard Michel Goujon, qui tente de le revoir, sans succès.
Deux ans plus tard, la femme dont Michel Recanati était tombé profondément amoureux et avec laquelle il avait l'intention de faire sa vie, est atteinte d'un cancer et meurt en février 1978. Il se suicide le 23 mars 1978.
Malgré les tentatives de recherche menées par ses parents, une enquête judiciaire n'a pu être engagée qu'après la mort de son père Jean Recanati (1925-1980), survenue en janvier 1980. Le Monde consacre un long article à son père, juste après, sans mentionner la mort de son fils un an et demi avant.
Sa mère Suzanne, durement frappée par ce double deuil et la révélation du suicide qu'elle dut assumer seule, entra dans une très longue période de deuil, avant de se retirer dans le Sud-Ouest où elle meurt en décembre 2001.

### Filmographie
- Son parcours est évoqué dans le film documentaire de Romain Goupil : Mourir à trente ans, sorti début 1982.